# La Chapelle-Forainvilliers
La Chapelle-Forainvilliers är en kommun i departementet Eure-et-Loir i regionen Centre-Val de Loire strax norr om centrala Frankrike. Kommunen ligger i kantonen Dreux-Est som tillhör arrondissementet Dreux. År 2022 hade La Chapelle-Forainvilliers 214 invånare.

## Befolkningsutveckling
Antalet invånare i kommunen La Chapelle-Forainvilliers
Referens:INSEE